# 酒株
酒株（さけかぶ）とは、江戸幕府が酒造統制の基本政策として行った醸造業の免許制の1つ。酒造株ともいう。
酒株そのものは、将棋の駒の形をした木製の鑑札である。表に酒造人の名前と住所、そして酒造石高が書かれ、裏には「御勘定所」と書かれ、焼印が押してあった。
これが、酒株または酒造株と呼ばれるものであるが、日本史の中で「酒株」というときには、この酒株をとりまく制度全般を酒株もしくは酒株制度と呼ぶようになった。
明暦3年（1657年）、幕府は初めて酒株を発行し、これを持っていない者には酒造りを禁じるとともに、それぞれの酒造人が酒造で消費できる米の量の上限を定めた。これを以て酒株制度の始まりとする。

## 導入の背景
酒はたんなる贅沢品ではなく、地方、とくに東北・北陸などの北国諸藩においては身体を温めるための生活必需品であった。一方、原料の米は日本人にとって欠くことのできない主食であり、また原則的には収穫量が決まっていたため、その「限りある資源」である米をどのように配分するかが、つねに江戸幕府の重要な経済課題となっていた。
酒造りを自由経済原理に任せてしまうと、小さな酒蔵が原料米を確保できなかったり、大きな酒屋が食糧米を酒に加工して囲い込んでしまうといった事態が恐れられた。
そこで幕府は、それぞれの酒蔵が規模や生産能力に見合った原料米を、その年々の米の収穫量や作柄と比例して公平に仕入れることができるように、酒株を発行し、醸造業を今でいうところの免許制にしたのである。

## 休株・貸株
酒株は、同一国内であれば譲渡や貸借も許されたので、酒屋が経営不振になったり、相続人がいない場合、近くの有力酒屋がその酒株を買い集めて、経営規模を拡大することがよくあった。
一時的に酒造業から離れる場合も、株を持っているのに使わない休株（やすみかぶ）や、一時的に他の酒造人に使わせておく貸株（かしかぶ）といったことも行われた。

## 酒造石高
酒株を持った酒造人が生産する酒の量を酒造石高といい、籾米1石（当時の徴税はこの状態であり、精米すると精米度合いにもよるがおよそ6割になる。つまり玄米だけの体積は0.6石程度となる）を使った際に生成できる酒の歩合である。籾米1石に対して造られる酒の石高を酒垂れ歩合（さけだれぶあい）という。一般的に並酒、片白、諸白、御膳酒と酒質が高級になっていくにつれ精米歩合が上がるため減量分は大きくなり、酒垂れ歩合は低い値をとるようになる。以下はその一例である。
- 高遠藩在方酒屋の酒垂れ歩合（明和～安永年間）
並酒 0.90
片白 0.85
諸白 0.80
御膳酒 0.75
- 仙台藩御用酒屋の酒垂れ歩合（寛文～享保年間）
並酒 0.80
片白 -
諸白 0.65
御膳酒 0.461

酒垂れ歩合の計算は、籾米1石から算出する精米+精米とほぼ同量の水の数値の75％（25％は酒粕）から籾米1石を割った数値である。以下は籾米1石から諸白を作ったと考えての計算である。
精米の度合は物によって異なるが、諸白など上質な酒では精米の度合いが高いため籾を取った玄米の状態からかさはさらに減りだいたい70kg程度（およそ体積は0.4石である。数値は現在の普通酒と同程度より少し低い程度の精米歩合と考え算出）となり、これに同体積の水を加え酒造すると0.8石となる。この0.8石分（約145リットル）には酒粕が一般的に重量の25％ほど含まれているため、（水の量や精米歩合にもよるためずれが大きいが）白米から110リットル程度の酒が出来ることになり（酒垂れ歩合は0.61程度）、上記の仙台藩における数値と近い値をとる。
上記の数値をみると、酒垂れ歩合は軒並み1.00を割り込んでいる。それでは、酒垂れ歩合はつねに1.00よりも低い値をとるか、いいかえれば消費した籾米の石高よりも生産される酒の石高がつねに低いか、といえばそれもそうとは限らない。たとえば酒造りには「汲水延ばし（くみみずのばし）」などと表現される技法があり、これは通常の酒造りにおいては精米1石に対して水1石を加えていたものを、寛文年間に改良された寒造りなどでは加える水を1.2～1.3石とするため、結果として1石の籾米から生酒1石以上が生産され、酒垂れ歩合は1.00以上になるからである。

## 酒造株高
それぞれの酒造人が酒造で消費できる米の量の上限を酒造株高という。

## 酒造米高
上記のように、鑑札に書かれた酒造株高を上回って米を使うことは、建前としては許されなかったが、酒造りの現場では、原料米の量はそんなに厳密に限ることができないために、実際に使う量は往々にして酒造株高を上回った。ましてや酒造石高を守ろうとすれば、なおさらそうであった。
このように酒造株高を上回った分を含めて実際に原料米として消費した米の量を酒造米高という。

## 酒株改め
幕府にとっては、酒造株高と酒造米高の格差が拡大していくことは、そのまま酒をめぐる税収の減少を意味していた。そのためそれを防ぐことが急がれ、実態を調査、把握し、適正な数値に是正するために、寛文6年（1666年）、延宝8年（1680年）、元禄10年（1697年）、天明8年（1788年）などに全国調査を行った。このことを酒株改めという。

### 元禄の酒株改め
とくに元禄10年の酒株改めは全国で厳しく徹底して実施された。

#### 目的
酒造石高の実態を把握して課税を強化し、幕府の財政基盤を少しでも確かにすることであった。
ときは元禄太平の世で風紀が乱れ、庶民が酒に酔いしれるのは不届きである、といった為政者からの引き締めであった。
たしかに「元禄時代」というと、のちに「昭和元禄」という語も生まれたほど、天下泰平で町民文化が百花繚乱した豊かな時代というイメージが持たれているが、必ずしも実態はそうではなかった。
たとえば商家につとめる平均的な元禄時代の町民の生活を記録した古文書『勤方帳』（つとめかたちょう）によると、酒を飲むのは1ヶ月に6日程度のことであったことがうかがえる。

#### 方法
全国調査の方法としては、まず酒屋の届けた酒造石高を帳面に記載して判を捺した。造りかけ、売れ残り、熟成の途中などにあたる酒は翌年の勘定に繰り入れた。醸造器では、三尺桶、四尺桶、壺代（つぼだい）などに焼印を捺し、それ以外のものは使えないようにした。酒屋を廃業したり、醸造器の売却や貸借をする者には届けださせた。中央で統括した部署は幕府勘定奉行方酒造掛、末端で実務を遂行したのは、大都市では有力酒屋、地方では村役人であった。

#### 結果
こうした徹底調査にもとづいて、翌年元禄11年（1698年）に全国の醸造の実態が算出された。その結果は以下のようであった。
- 全国の醸戸数 27,251戸
- 酒造米高 909,337石
- 酒造石高 919,839石

ここで酒造石高のほうが酒造米高よりも多いのは、まず前述したように「汲水延ばし」などの技法が存在したため、また西国ではすでに焼酎など米以外の原料から造る酒が一般化していたためと思われる。
いずれにせよこれ以後、毎年の米の作柄によって、この数値を基準にして凶作年にはその二割とか三割といった具合に酒造が制限されていくようになった。

#### 運上金の導入
この機会に幕府は税収のさらなる向上を企図して、造り酒屋に対して現行の酒価格の五割もの酒運上（さけうんじょう）と呼ばれる運上金を課すことにした。ここでいう運上金とは、今でいえば「造り酒屋の営業税」と「酒株」という「免許」の発行手数料などのことである。
元禄10年10月6日、江戸では諸大名の江戸屋敷留守居役が、幕府の勘定奉行荻原重秀に呼び出され、
「酒の商売人が多く、下々の者がみだりに酒を飲み不届き至極である。よって、全ての造り酒屋に対して運上金を課する。酒の価格にはこの運上金を上乗せし、今までの五割増しの値段で酒類を販売せよ」
との覚書を手渡された。

#### 影響
「五割増し」とは、要するに消費者にとっては50%の値上げということであるから一大事であった。諸国の国許（くにもと）へはたちまち飛脚がとんだ。示達が伝わると、地方、とくに北国諸藩では酒を造っても値段が高くて売れなくなることを酒屋が警戒して米を買わなくなり、米価が急落した。
結局、酒屋たちが生産を控えるようになったため、はじめ幕府が期待したような税収は得られなかった。生産量が減って酒の値段は高騰したが、それで下々の者が飲酒をしなくなるかというと、そういう結果も出なかった。
こうして成果のあらわれなかった運上金は宝永6年（1709年）に廃止された。ただし、藩によってはこのまま独自の運上金として継続するところもあった。後に安永元年（1772年）に「酒造冥加」と呼ばれる冥加金の形で小物成としての課税が実施される。これは形を変えた運上金の復活であった。課税基準は造石高あるいは酒株自体に課するものなど時期によって変動があった。その後、享和2年（1802年）から文化元年（1804年）にかけて十分の一役米（後述）の導入によって一時停止されたものの、その後も継続された。天保5年（1834年）、酒の勝手造を禁止する見返りに酒造米高100石につき金10両の株金と金3分或は銀43匁の冥加金を納めさせた（なお、株金は廃業時に返金された）。更に元治元年（1864年）江戸向けの地回り酒・下り酒を扱う業者に1樽あたり6匁の冥加金をかけたが実質酒造業者に添加されたために慶応3年（1867年）には酒造業者の直接納付に切り替えられた。こうした冥加金制度は明治初期まで継続された。
また、元禄の酒株改めによって幕府は一時的に全国の醸造業界の実態を把握したものの、酒造株高と酒造米高の格差は放置しておけば再びどんどん広がっていくので、これ以後も幕府は時に応じて酒株改めを繰り返すことになる。

### 宝暦の勝手造り令
宝暦年間初期は豊作が続いたため、米価の下落を防ぐためもあって、幕府は宝暦4年（1754年）に元禄時代以来の規制緩和に踏み切り、寒酒のみならず新酒を造ることも許可した。また酒株を持っていなくても、その土地の奉行所や代官所に届出さえ出せば、新規に酒蔵が開けるようにした。これを宝暦の勝手造り令という。これによってしばらくは、酒株制度は良くも悪くも形骸化した制度となっていった。

### 天明の酒株改め
天明3年（1783年）に浅間山が大噴火し、噴煙が長らく諸国の空を覆い、くわえて天候不順から東日本を中心として凶作が続くようになった。いわゆる天明の大飢饉である。これを受けて幕府は、天明6年（1786年）に諸国の酒造石高を五割にするよう減醸令（げんじょうれい）を発した。
また、元禄の酒株改め以来、ふたたび酒造株高と酒造米高の格差が広がってきていたので、幕府は天明8年（1788年）天明の酒株改めを実施した。そして、その調査結果をふまえて、建前としての酒造株高ではなく、酒屋に申告させた酒造石高を基準として酒の生産量を三分の一にするようにという法度を発した。いうなれば、いつも酒造株高と酒造米高に生じる格差をうまく利用して幕府の政策の裏をかいていた商人たちに対し、今度は幕府が商人たちの裏をかいたわけである。これを天明の三分の一造り令という。

### 寛政の改革と酒株制度
老中松平定信は、その著書『宇下人言』（うげのひとごと）の中でかなりのページ数を裂いて当時の醸造業界のあり方について触れ、「酒というものは値段が高ければ飲むことも少なく、安ければ飲むことが多い。民のために、物価の安定が望まれる日用品とはしょせん性格の違う商品である。多く入荷すれば多く消費し、少なく入荷すれば少なく消費するものである」と述べている。これは、酒を飲む人からみれば、頭で考えた理屈であって、現実社会から遊離した政治論文にすぎないと一見されるのだが、寛政の改革は彼のこの政治理念にもとづいて酒造統制をおこない、そのまま天明の三分の一造り令など制限策が継続された。
享和2年（1802年）ふたたび水害などに起因する米価の高騰により、幕府は酒造米の十分の一を供出させ、不作や飢饉のときのための備蓄米として取っておこうという政策を打ち出した。このとき酒屋に課せられた供出米のことを十分の一役米という。
これまで酒屋たちは基本的に、幕府からどのような政策が下っても自分の商売に実質的な損をきたさないように、酒造株高と酒造米高の格差をうまく利用し、あらかじめ求められた数値を水増し申告しておくなどして対処してきたが、この十分の一役米に対しては今までの「商人マジック」が使えず、全国の酒屋たちは彼ら独自のネットワークにより対策を協議した結果、すなおに幕府に対して「これではやっていけません」と正面から窮状を述べて陳情するに至った。
驚いたことに結果的に幕府もこの陳情をすなおに受け止め、十分の一役米は享和3年（1803年）に廃止された。

### 文化の勝手造り令
文化文政年間は豊作の年が続き、米の在庫がだぶついてきた。米価は下落し、農民は豊作ゆえに困窮するという時代になった。そこで幕府は、米を酒に加工しておけば良質な形での貯蔵となり、また他藩や江戸表へ輸送する際も米より便利であるとして、おおいに酒造りを奨励した。その典型的なものが文化3年（1806年）の文化の勝手造り令である。
これによって、従来の休株の所有者はいうまでもなく、まったく酒株を所有しない者でも、新規に届出さえすれば酒造りができるようになった。こうして酒株制度はふたたび有名無実化した。

### 無株者と株持ち
文化の勝手造り令は必ずしも酒屋たちにとって手放しでめでたい話とならなかった。醸造業界へ新規参入した、酒株を持たない者、すなわち無株者（むかぶもの）たちと、昔から酒株を持ち酒造りをしてきた者、すなわち株持ちたちの間で集団的な軋轢（あつれき）が生じた。株持ち酒屋たちは連帯し、談合し、陰で価格協定をむすんで無株者の業界締め出しを企んだ。
さらに幕府の朝令暮改がこれに追い討ちをかけることになる。文化8年（1825年）、幕府は一転して酒株制度を旧来どおり復活させる旨を通達し、無株者の酒造りを禁じた。無株者たちは激しく反発し、幕閣の中でも異論が続出し、幕府はあわてて文化10年（1827年）にふたたび文化8年以前どおりに無株者の酒造りを許す旨を示達した。
ところが、今度は株持ち酒屋たちと彼らに政治献金を受けている幕閣たちの激しい抵抗が起こり、幕府はみたび文化11年（1828年）、無株者と休株の酒蔵、ならびにこれから新規に酒造りに参入しようと志す者は次の示達あるまで酒造りを禁ずるとした。

### 密造と密告
これに承服しかねた無株者の酒屋の中には密造酒を作り売るものもあらわれた。幕府は、なかば摘発になす術がなく、なかば自らの朝令暮改が混乱を招いていると知ったためか、かなり無株者の酒の密造を黙認し、見てみぬふりをしようとした。ところが、断固としてこれを許すまいとしたのが株持ち酒屋たちであった。ここに至って、無株者たちと株持ちたちとの確執が再燃する。
株持ち酒屋は無株者酒屋をさかんに幕府に密告し、処罰を求めた。また株持ち酒屋同士でそういう密造情報の交換をおこなった。
ところが一方では、株持ち酒屋の中にはこっそりと自分のところの酒造りを無株者酒屋に格安で下請けさせるところもあらわれたのであった。こうなると今度は、株持ち酒屋のあいだに疑心暗鬼が生じ、自分たちの中にそうした裏切り者がいないか、相互監視するネットワークが築かれた。
逆に無株者酒屋の中には、それまで買い揃えた醸造器などをこのまま無駄にしてはなるものかと、休株にしている株持ち酒屋から、その株を高価でゆずってくれと水面下で募る者もあらわれた。
こうして酒株制度は、江戸時代末期にかけていよいよ混迷の度合いを深めていったのである。

## 酒株の廃止
明治8年（1875年）、明治政府は、江戸幕府が定め複雑に入り組んだ酒株に関する規制を一挙に撤廃し、酒類の税則を醸造税と営業税の二本立てに簡略化して、醸造技術と資本のある者ならば誰でも自由に酒造りができるように法令を発した。このためわずか一年のあいだに大小含め30,000を超える酒蔵がいっきに誕生した。しかし江戸幕府が永年の工夫をこらして改良してきた酒株制度は、それほど侮れるものではなかった。（「酒税」の項を参照のこと。）明治政府はやがて酒税の確保に血眼になり、酒屋たちの抵抗も表面化し、大阪酒屋会議事件などさまざまな社会事件に発展した。